# جوردون جونسون (دراج)
جوردون جونسون (بالإنجليزية: Gordon Johnson) مواليد 1 أغسطس 1946 في فيكتوريا، أستراليا، كان دراج أسترالي سابق في صنف سباق الدراجات على الطريق وعلى المضمار. سبق أن شارك في دورة الألعاب الأولمبية الصيفية وفاز بميدالية أولمبية. حقق أيضا ميدالية في دورة ألعاب الكومنولث.

## سجل النتائج

### سباقات أو مراحل فاز بها
- طواف فرنسا
- طواف إسبانيا
- طواف إيطاليا

## الميداليات
| الميدالية | المسابقة                  |
| --------- | ------------------------- |
| ذهبية     | دورة ألعاب الكومنولث 2006 |

## روابط خارجية
- كولن ستارجس على موقع أرشيف الدراجات (الإنجليزية)
- كولن ستارجس على موقع إحصائيات الدراجات الإحترافية (الإنجليزية)
- كولن ستارجس على موقع اللجنة الأولمبية الدولية (الإنجليزية)
- كولن ستارجس على موقع أوليمبيديا (الإنجليزية)
- كولن ستارجس على موقع اللجنة الأولمبية الأسترالية (الإنجليزية)
- كولن ستارجس على موقع اتحاد ألعاب الكومنولث (مؤرشف) (الإنجليزية)
- كولن ستارجس على موقع قاعة أستراليا للمشاهير الرياضية (الإنجليزية)